# HD 110461
HD 110461，又名CP-55 5194，SAO 240176、HR 4832，是一颗恒星，视星等为6.08，位于銀經301.72，銀緯6.9，其B1900.0坐标为赤經12h 37m 8.8s，赤緯-55° 6.9′ 53″。